# Batalla de Santa Inés
La batalla de Santa Inés, librada el 10 de diciembre de 1859 en la Provincia de Barinas, Venezuela, fue una de las acciones más importantes y decisivas de la Guerra Federal, en la que triunfaron los federalistas al mando del general Ezequiel Zamora las cuales se enfrentaron contra las fuerzas del gobierno conservador dirigidas por el general Pedro Estanislao Ramos.

## Antecedentes
Luego de ser proclamado comandante en jefe de las tropas insurrectas, ahora bajo el nombre autoproclamado de Ejército Federal, el general Ezequiel Zamora unió fuerzas con las tropas del general Juan Crisóstomo Falcón y se movilizaron hacia la población de Barinas. Las tropas federales venían perseguidas por el ejército conservador, comandado por el general Pedro Estanislao Ramos, quien había recibido la encomienda del gobierno para “perseguirlos y derrotarlos”.
Las tropas combinadas de los generales Zamora y Falcón se concentraron en la población de Santa Inés, a 36 km de distancia de la ciudad de Barinas en lado este del río Santo Domingo. El 9 de diciembre de 1859 se consolidó en Santa Inés el ejército liberal, y se terminaron las maniobras de reagrupamiento para plantar cara a las tropas del general Pedro Estanislao Ramos.

## Preparativos

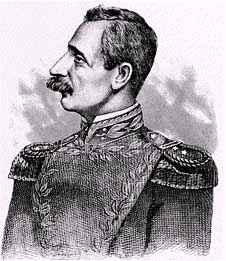
Ezequiel Zamora.

De cara a la inminente batalla, el general Zamora planteó una estrategia de “falsa retirada” o retirada táctica. La idea del general Zamora era debilitar la línea frontal, fingiendo una retirada, para que las tropas gubernamentales cargaran a través de la aparente debilidad, y luego lanzar un contraataque envolvente para destruirlas.
Para cumplir con este plan el general Zamora tomó las siguientes medidas: se crearía una trinchera de avanzada en la zona de Las Palmas, comandada por los coroneles Jesús Hernández Hernández y León Hernández. Detrás de ellos, cerca de un molino y un caserío, la primera línea de trincheras de infantería sería organizada por el general Ignacio Ortiz, la segunda línea de trincheras estaría 900 metros detrás de la primera y sería comandada por el general Rafael Petit, la tercera línea de trincheras estaría 800 metros detrás de la segunda, bajo comando del general Pedro Aranguren, finalmente la reserva estaría a otros 800 metros de distancia, en la población de Santa Inés.
Según el plan del General Zamora, al iniciarse las hostilidades en la línea más avanzada, la trinchera de Las Palmas, las tropas liberales ofrecerían una leve resistencia a las tropas gubernamentales, y se retirarían de inmediato a la primera línea de trincheras. Allí las fuerzas combinadas de la avanzadilla y la primera línea de infantería volverían a ofrecer una falsa resistencia y se replegarían a la segunda línea de trincheras. El proceso debía repetirse con la tercera y cuarta. Hasta que las tropas centrales llegasen agotadas y desprevenidas a Santa Inés, donde las fuerzas combinadas con la reserva les darían el golpe de gracia.

## Batalla
El 10 de diciembre de 1859 comenzaron las hostilidades. El ataque de las tropas gubernamentales fue dirigido por el Coronel Jelambi quién cruzó el río Santo Domingo y abrió fuego sobre la avanzadilla de trincheras en Las Palmas. Allí las tropas liberales ejecutaron el plan del general Zamora, ofreciendo una falsa resistencia y replegándose hacia el sistema de trincheras en la secuencia programada.
El plan salió de acuerdo a lo planteado por el general Ezequiel Zamora. Las tropas gubernamentales avanzaron sin saber que las tropas liberales se fortalecían al replegarse a cada nuevo sistema de trinchera. No fueron tampoco capaces, ninguno de los comandantes gubernamentales, de percatarse del número real de efectivos que amasaba Zamora. Cuando entró la noche y las tropas del ejército gubernamental toparon con la última trinchera, el general Zamora dio la orden de presentar verdadera batalla. Las fuerzas liberales que se habían escondido y replegado en el sistema de trincheras aparecieron envolviendo a las tropas gubernamentales, causándoles grandes pérdidas. Ni siquiera con el apoyo de la artillería las tropas gubernamentales pudieron tomar la última línea de trincheras. Temiendo que fueran aniquiladas por completo, y viendo la inutilidad de luchar contra el ejército liberal que ahora les rodeaba, las tropas gubernamentales fueron ordenadas a desistir y retirarse.

## Consecuencias
La victoria en Santa Inés le dio fuerzas a los generales Juan Crisóstomo Falcón y Ezequiel Zamora para sitiar Barinas, impidiendo a las fuerzas gubernamentales saciar su hambre y sed, curar a los heridos o reponer suministros. El 24 de diciembre ya sin posibilidades de resistir y enfermos, el ejército centralista decide abandonar la ciudad sin ser vistos. Enterados de la huida, los federales iniciaron la persecución, alcanzándoles a tres leguas de Barinas, librándose allí el combate “El Carozo”, donde los federales sufrieron una derrota táctica, pues se les acabaron las municiones.
A la espera de refuerzos, el general Ezequiel Zamora, para impedir ataques enemigos a los que no podían responder por falta de municiones, prendió fuego a los pajonales que los separaban de ellos, impidiéndoles atacar y permitiendo la espera de sus fuerzas de apoyo, con las cuales pudo reiniciar la persecución. En las orillas del río Curbatí alcanzaron a los oficialistas, quienes se dispersaron, presas del pánico.
Los federales ingresaron en Barinas y decidieron tomar Caracas, para lo cual se dirigieron primero hacia San Carlos, pensando luego pasar a Valencia, para finalmente culminar en la ansiada capital. Ezequiel Zamora, traicionado por sus propios hombres, posiblemente Falcón y Guzmán Blanco, fue asesinado el 10 de enero de 1860. Aún no existe claridad sobre este hecho.

## Cultura popular
Las novelas Cantaclaro (1934) y Pobre Negro (1937) escritas por Rómulo Gallegos dan una aproximación positivista y realista del alzamiento campesino de 1846-1847 y de la Guerra Federal. En uno de los párrafos de la novela Cantaclaro, el diablo, que simula a la oligarquía conservadora, reta a Florentino en verse en Santa Inés para un contrapunteo.